# Oscar José Vélez Isaza
Oscar José Vélez Isaza CMF (ur. 4 listopada 1954 w Pensilvania) – kolumbijski duchowny rzymskokatolicki, od 2003 biskup Valledupar.

## Życiorys
Wstąpił do nowicjatu klaretynów i w tymże zgromadzeniu 8 grudnia 1975 złożył śluby wieczyste, zaś cztery dni później przyjął święcenia kapłańskie. Po święceniach rozpoczął pracę w nowicjacie, zaś w 1978 został proboszczem w Medellín. W latach 1984–1995 pracował w klaretyńskich placówkach w Cali, a w latach 1992-1995 pełnił także urząd prowincjalnego ekonoma. W 1995 został wybrany przełożonym środkowokolumbijskiej prowincji klaretynów.
10 czerwca 2003 został mianowany przez papieża Jana Pawła II biskupem diecezji Valledupar. Sakry biskupiej udzielił mu 19 lipca 2003 abp Alberto Giraldo Jaramillo.